# Agua Buena (Los Santos)
Agua Buena es un corregimiento ubicado en el distrito de Los Santos en la provincia panameña de Los Santos. Toma su nombre de la calidad del agua de sus arroyos.  Etimológicamente deriva del latín aqua y bonus.

## Historia
Agua Buena se constituyo como corregimiento por la labor del exrepresentante Ramiro Bravo, antes era un regimiento de Tres Quebradas de Los Santos hasta que en 1999.

## Economía
La actividad económica principal de Agua Buena de Los Santos es la ebanistería,  destaca como el padre de la misma Diomedez Sáez fundador de su empresa Taller Sáez, quien la lego a su hijo Rigoberto Sáez, el cual posteriormente abrió una Mueblería en Chitré y ahora en Las Tablas. 

## Fiestas
El Santo Patrono es San Lorenzo, celebrado el 10 de agosto con fiestas religiosas y paganas.  Otra de las fiestas más notables de Agua Buena es el desfile navideño organizado por el grupo Navidad para Todos, donde se donan juguetes a todos los niños de la comunidad.

## Educación
Cuenta con dos tipos de educación: pública y privada.
La Escuela de Agua Buena y La Academia Bilingüe Santa Fe que ofrece hasta el Bachillerato (sexto año de secundaria).

## Geografía física
De acuerdo con los datos del INEC, el corregimiento posee un área de 10,1 km².

## Demografía
De acuerdo con el censo del año 2010, el corregimiento tenía una población de unos 1.117 habitantes. La densidad poblacional era de 111,1 habitantes por km². 